# ويليام باركر هدسون
ويليام باركر هدسون هو سياسي كندي، ولد في 13 فبراير 1841، وتوفي في 21 نوفمبر 1912 ببيلفي في كندا. حزبياً، نشط في حزب أونتاريو المحافظ التقدمي. وقد انتخب عضو برلمان مقاطعة أونتاريو.